# Rockstar Leeds
Rockstar Leeds Ltd. är en brittisk datorspelsutvecklare som är Rockstar Games huvudutvecklare och porteringsansvarige för datorspel till bärbara spelkonsoler, surfplattor och mobiltelefoner. Deras mest kända spel där de har haft huvudansvaret för är Grand Theft Auto: Liberty City Stories, Grand Theft Auto: Vice City Stories och Grand Theft Auto: Chinatown Wars.
Företaget bildades 1997 av Ian Bowden, Dave Box, Gordon Hall, Justin Johnson och Jason McGann som en spelstudio vid namn Möbius Entertainment och utvecklade enbart datorspel till Game Boy Color och Game Boy Advance, med ett undantag för en uppdaterad version av Alfred Chicken som släpptes enbart till Playstation. I april 2004 förvärvades Möbius av Rockstar Games och företaget fick då sitt nuvarande namn.

## Utgivna spel
| År                   | Titlar                                     | System                                               |
| -------------------- | ------------------------------------------ | ---------------------------------------------------- |
| Möbius Entertainment |                                            |                                                      |
| 2000                 | Alfred's Adventure                         | Game Boy Color                                       |
| 2001                 | High Heat Major League Baseball 2002       | Game Boy Advance                                     |
| 2002                 | Alfred Chicken                             | Playstation                                          |
| 2002                 | High Heat Major League Baseball 2003       | Game Boy Advance                                     |
| 2002                 | Army Men: Turf Wars                        | Game Boy Advance                                     |
| 2003                 | Drome Racers                               | Game Boy Advance                                     |
| 2003                 | Bionicle: The Game                         | Game Boy Advance                                     |
| 2003                 | Barbie Horse Adventures: Wild Horse Rescue | Game Boy Advance                                     |
| 2003                 | American Idol                              | Game Boy Advance                                     |
| 2003                 | Max Payne                                  | Game Boy Advance                                     |
| 2004                 | A Sound of Thunder                         | Game Boy Advance                                     |
| Rockstar Leeds       |                                            |                                                      |
| 2005                 | Midnight Club 3: DUB Edition               | Playstation Portable                                 |
| 2005                 | Grand Theft Auto: Liberty City Stories     | PSP, PlayStation 2, iOS, Android                     |
| 2006                 | Grand Theft Auto: Vice City Stories        | Playstation Portable, PlayStation 2                  |
| 2007                 | Manhunt 2                                  | Playstation Portable                                 |
| 2007                 | The Warriors                               | Playstation Portable                                 |
| 2009                 | Grand Theft Auto: Chinatown Wars           | Nintendo DS, Playstation Portable, iOS, Android      |
| 2009                 | Beaterator                                 | Playstation Portable, iOS                            |
| 2011                 | L.A. Noire                                 | PC, PlayStation 3, Xbox 360                          |
| 2012                 | Max Payne 3                                | PC, PlayStation 3, X360                              |
| 2013                 | Grand Theft Auto V                         | Playstation 3, Xbox 360, Playstation 4, Xbox One, PC |
| 2018                 | Red Dead Redemption 2                      | Playstation 4, Xbox One                              |